# Simuleringshypotesen
Simuleringshypotesen föreslår att all vår existens är en artificiell simulering, högst troligen i så fall en datorsimulering. Hypotesen har varit central i många science fiction-berättelser och filmer, däribland Matrix (1999).
Industrimagnaten Elon Musk är en stark förespråkare av simuleringshypotesen. I en podcast med Joe Rogan sade han att "Om du antar någon takt av förbättring överhuvudtaget, så kommer spel till slut vara ourskiljbara från verkligheten" innan han drog slutsatsen "att det är högst sannolikt att vi är i en simulering."
Även svenske filosofen Nick Bostrom förespråkar simuleringshypotesen. Han skrev: "Många science fiction-verk och några prognoser av seriösa teknologer och framtidsforskare förutspår att enorma mängder beräkningskraft kommer vara tillgängligt i framtiden. Låt oss anta en stund att dessa förutsägelser är korrekta. En sak som senare generationer kanske kommer göra med deras super-kraftfulla datorer är att köra detaljerade simuleringar av deras förfäder eller människor som deras förfäder. Eftersom datorerna skulle vara så kraftfulla, så skulle de kunna köra en stor mängd sådana simuleringar. Anta att dessa simulerade människor är medvetna (som de skulle vara om simuleringarna är tillräckligt finslipade och om en viss ganska allmänt accepterad position inom medvetandefilosofin är korrekt). Då skulle det kunna vara så att den omfattande majoriteten av sinnen som våra inte hör till originalrasen men snarare människor simulerade av de avancerade ättlingarna av en originalras. Det är då möjligt att argumentera att om detta var fallet så skulle vi vara rationella att tro att vi är sannolikt bland de simulerade sinnena snarare än de ordinarie biologiska sinnena. Därför, om vi inte tror att vi för närvarande lever i en datorsimulering, så är vi inte berättigade att tro att vi kommer ha ättlingar som kommer köra massor av sådana simuleringar av deras förfäder."
I vetenskapliga kretsar ignoreras hypotesen vanligen, eftersom den inte är testbar.